# 哥伦比亚大学新闻学院
40°48′27.08″N 73°57′48.45″W / 40.8075222°N 73.9634583°W
哥伦比亚大学新闻学院（Columbia University Graduate School of Journalism），美国哥伦比亚大学内的一所研究新闻传播的学院，1912年由普利策投资兴建，全球老牌新闻学院之一，在全世界业内享有极高声誉，并且主持一年一度的普利策奖的颁发。位于哥伦比亚大学曼哈顿的Morningside Heights校区内。

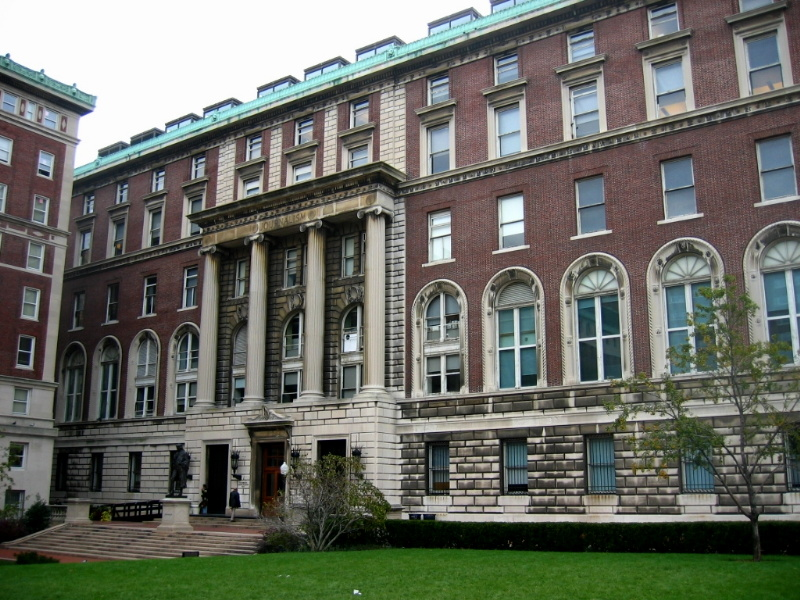
学院建筑